# Versión internacional
En el ámbito de los videojuegos, una versión internacional es una versión relocalizada de un juego previamente lanzado en su territorio nativo que adopta características y contenidos adicionales en sus lanzamientos extranjeros. Si bien el concepto de "versiones internacionales" es prácticamente inexistente en los juegos de América del Norte, Europa y Australia, es muy popular en los juegos japoneses, siendo común que los desarrolladores otorguen características adicionales a los juegos cuando son exportados al mercado occidental.
Algunos desarrolladores, si no la mayoría, se contentan con simplemente adaptar la versión extranjera a una versión nativa (incluso si la única diferencia es relativamente superficial, como traducir los textos y las voces a un idioma local).

## Historia
La primera versión internacional conocida de un juego de Japón fue el arcade Mikie: High School Graffiti (lanzado en 1984), el cual era una versión relocalizada del juego Mikie, que a su vez era la versión americanizada de un juego de Konami llamado Shinnyūshain Tōru-kun.
Konami hizo algo similar en 1987 con el relanzamiento del arcade Salamander en Japón bajo el título Life Force.
- Datos: Q2980995